# 9913 Humperdinck
9913 Humperdinck è un asteroide della fascia principale. Scoperto nel 1977, presenta un'orbita caratterizzata da un semiasse maggiore pari a 2,2883122 UA e da un'eccentricità di 0,1445714, inclinata di 4,97891° rispetto all'eclittica.